# Codice ATC D10
Il codice ATC D10 "Preparazioni antiacne" è un sottogruppo del sistema di classificazione Anatomico Terapeutico e Chimico, un sistema di codici alfanumerici sviluppato dall'OMS per la classificazione dei farmaci e altri prodotti medici. Il sottogruppo D10 fa parte del gruppo anatomico D, farmaci per l'apparato tegumentario.
Codici per uso veterinario (codici ATCvet) possono essere creati ponendo la lettera Q di fronte al codice ATC umano: QD10...
Numeri nazionali della classificazione ATC possono includere codici aggiuntivi non presenti in questa lista, che segue la versione OMS.

## D10A Preparazioni antiacne per uso topico

### D10AA Corticosteroidi, associazioni per il trattamento dell'acne
D10AA01 Fluorometolone
D10AA02 Metilprednisolone
D10AA03 Desametasone

### D10AB Preparati contenenti zolfo
D10AB01 Bitionolo
D10AB02 Zolfo
D10AB03 Tioxolone
D10AB05 Mesulfene

### D10AD Retinoidi per il trattamento topico dell'acne
D10AD01 Tretinoina
D10AD02 Retinolo
D10AD03 Adapalene
D10AD04 Isotretinoina
D10AD05 Motretinide
D10AD51 Tretinoina, associazioni
D10AD53 Adapalene, associazioni
D10AD54 Isotretinoina, associazioni

### D10AE Perossidi
D10AE01 Perossido di benzoile
D10AE51 Perossido di benzoile, associazioni

### D10AF Antimicrobici per il trattamento dell'acne
D10AF01 Clindamicina
D10AF02 Eritromicina
D10AF03 Cloramfenicolo
D10AF04 Meclociclina
D10AF05 Nadifloxacina
D10AF06 Sulfacetammide
D10AF51 Clindamicina, associazioni
D10AF52 Eritromicina, associazioni

### D10AX Altri preparati antiacne per uso topico
D10AX01 Cloruro di alluminio
D10AX02 Resorcinolo
D10AX03 Acido azelaico
D10AX04 Ossido di alluminio
D10AX05 Dapsone
D10AX30 Varie associazioni

## D10B Preparati antiacne per uso sistemico

### D10BA Retinoidi per il trattamento dell'acne
D10BA01 Isotretinoina

### D10BX Altri preparati antiacne per uso sistemico
D10BX01 Ictasolo